# Kiril Zibulka
Kiril Cibulka (Кирил Цибулка; * 18. Mai 1927 in Sofia, Bulgarien; † 4. September 1997 in Sofia) war ein bulgarischer Komponist. 

## Biografie
Cibulka studierte am Staatlichen Konservatorium in Sofia, wo er 1951 sein Diplom erhielt. Ab Mitte der 1960er Jahre arbeitete er als Filmkomponist. In Deutschland komponierte er unter anderem vier Folgen für die Filmreihe Polizeiruf 110 und den Kinderfilm Schuleule Paula.

## Filmografie (Auswahl)
- 1966/1972: Der kleine Prinz
- 1968: Forschungsstätte Museum
- 1969: Gestern und die neue Stadt
- 1970: Sie
- 1970: Kalender einer Ehe (Kurzfilm)
- 1974: Erinnerung (Spomen)
- 1974: Polizeiruf 110: Die verschwundenen Lords
- 1975: An der Donau auf dem Trockenen (Silna voda)
- 1975: Polizeiruf 110: Das letzte Wochenende
- 1975: Polizeiruf 110: Heiße Münzen
- 1975: Polizeiruf 110: Zwischen den Gleisen
- 1976: Verstrickt in Vergangenes (Da izyadesh yabalkata)
- 1977: Chirurgen (Hirourzi)
- 1977: Sterne in den Haaren, Tränen in den Augen (Zvezdi v kosite, salzi v ochite)
- 1979: Nachtspiele
- 1979: Jenseits der Barriere (Barierata)
- 1980: Der Lastwagen (Kamionat)
- 1981: Schuleule Paula
- 1982: 24 Stunden Regen (24 chasa dazhd)
- 1982: Die dicke Tilla